# Cnemodinus testaceus
Cnemodinus testaceus là một loài bọ cánh cứng trong họ Tenebrionidae. Loài này được George Henry Horn miêu tả khoa học năm 1870.